# وايتش فاولر
وليام وايتش فاولر (بالإنجليزية: Wyche Fowler)‏ (6 أكتوبر 1940 - ) هو سياسي ودبلوماسي أمريكي سابق. وهو عضو في الحزب الديمقراطي، شغل منصب سناتور أمريكي عن ولاية جورجيا في الفترة من يناير 1987 إلى يناير 1993. وكان قد خدم سابقًا في مجلس النواب الأمريكي من عام 1977 وحتى انتخابات مجلس الشيوخ. ثم أصبح سفيرًا للولايات المتحدة في السعودية في الفترة من 14 سبتمبر 1996 وحتى 1 مارس 2001.

## نشأته
ولد فاولر في أتلانتا في جورجيا، والتحق بكلية ديفيدسون، ثم دخل الجيش الأمريكي كضابط مخابرات، وبعد التخرج عاد إلى المدرسة للحصول على شهادة في القانون من كلية الحقوق بجامعة إموري. ومن عام 1965 إلى عام 1966 أصبح مستشار عضو الكونغرس تشارلز ويلتنر، ثم استقال ليصبح محاميًا خاصًا، ومن عام 1974 إلى عام 1977 شغل منصب عضو مجلس مدينة أتلانتا، واستخدم هذا المنصب كنقطة انطلاق إلى مجلس النواب.

## الكونغرس
في 5 أبريل 1977 تم انتخابه في انتخابات مجلس النواب الأمريكي، لملء المنصب الشاغر الناجم عن استقالة أندرو يونغ عند تعيينه سفيراً للولايات المتحدة لدى الأمم المتحدة. وفي عام 1986 شغل فاولر منصب عضو مجلس الشيوخ عن ولاية جورجيا. وفي 15 أكتوبر 1991 كان فاولر واحدًا من سبعة ديمقراطيين جنوبيين صوتوا لتأكيد ترشيح كلارينس توماس للمحكمة العليا الأمريكية بأغلبية 52 صوتًا مقابل 48 صوتًا. وفي عام 1992 فاز فاولر بأغلبية صغيرة من الأصوات في الانتخابات العامة عام 1992.
أشارت صحيفة نيويورك تايمز إلى أنه «كان الشخصية الرئيسية في اقتراح حل وسط بشأن تمويل الصندوق الوطني للفنون». 

## مهنة ما بعد الكونغرس
ذهب فاولر للعمل كسفير للولايات المتحدة في إدارة كلينتون في المملكة العربية السعودية في عام 1996، وترك فاولر هذا المنصب في ربيع عام 2001 بعد تغيير الإدارات الرئاسية. وبعد تركه المنصب انضم فاولر إلى مكتب المحاماة، وانضم إلى العديد من مجالس الشركات والأوساط الأكاديمية، بما في ذلك مجالس إدارة مركز كارتر في جامعة إيموري ومدرسة طب مورهاوس، كما أصبح رئيس مجلس إدارة معهد الشرق الأوسط.

## وصلات خارجية
- Biography at the Biographical Directory of the United States Congress
- New Georgia Encyclopedia
- مرات الظهور على سي-سبان